# Dulce Hogar (webtoon)
Dulce Hogar (coreano: 스위트 홈; RR: Seuwiteu Hom) es un webtoon surcoreano escrito por Kim Carnby e ilustrado por Hwang Young-chan. Publicado por primera vez en Naver Webtoon, el webtoon tuvo una duración total de 140 capítulos, más 1 prólogo desde el 12 de octubre de 2017 hasta el 2 de julio de 2020. Se centra en un chico de instituto con tendencias suicidas que, junto con un grupo de compañeros de piso, intenta sobrevivir a un apocalipsis de "monstruolización" (goemulhwa) en el que la gente se convierte en monstruos que reflejan sus deseos más íntimos y desesperados.
El webtoon es el segundo trabajo en colaboración de Kim y Hwang, el primero fue Bastardo (2014 - 2016). En enero de 2021, su versión oficial en inglés contaba con 2,4 millones de suscriptores y 15,2 millones de likes. Desde el 28 de febrero de 2020, Wisdom House publicó una versión impresa de Dulce Hogar. También ha sido adaptada en una serie de Netflix, del mismo nombre, estrenada el 18 de diciembre de 2020. Una precuela titulada Chico Escopeta, escrita por Kim e ilustrada por Hongpil con la supervisión editorial de Hwang, se publicó en Naver Webtoon a partir del 22 de febrero de 2021.

## Sinopsis
Dulce hogar es una historia que transcurre en un mundo apocalíptico que sucede en el siglo 21 en un edificio de una ciudad. De un día a otro el mundo es sumergido en el caos y los personajes se ven obligados a sobrevivir en conjunto contra unos seres con apariencia de monstruos con fuerza sobrehumana y características variadas, de los cuales no saben que son  ni su procedencia.
La historia se desarrolla con Cha Hyun-soo, nuestro protagonista, un joven ermitaño y miedoso que tras perder a sus padres se ve obligado a vivir en otra parte. En el edificio conoce a Pyeon Sang-wook o como le dicen “señor mafioso”, que es un adulto muy responsable, preocupado y muy fuerte que ayuda a los demás. Tras una petición del protagonista él Señor Mafioso va a revisar si la persona de la habitación 1510, se encuentra bien, momento en donde conoceremos a Yoon Ji-soo, una joven compositora con una personalidad agresiva pero muy leal a sus amigos.
Conforme avanza la historia, se van incorporando (y restando) sobrevivientes, quienes tenían vidas normales hasta que esto inició y fueran forzados a tomar roles para sobrevivir entre ellos. Se destaca Lee Eun-hyuk un joven adolescente que poco a poco empieza a adquirir el rol de jefe de los sobrevivientes gracias a que tiene una mente y carácter frío cuando es necesario.
Las personas generan sentimientos conflictivos (algunos quieren morir y a veces no) en el transcurso de la historia en este mundo apocalíptico donde intentarán sobrevivir.

## Trama

### Prólogo, capítulos 1-38
Después de que su familia muriera en una accidente vehicular, el chico de instituto Cha Hyun-soo se muda a la habitación 1410 de un complejo de apartamentos llamado Green Home. Pronto empiezan a ocurrirle cosas extrañas a él y a los vecinos que le rodean. Empieza a tener escuchar una voz que le habla a pesar de estar solo en su habitación. A la semana de su vida solitaria, se entera de que la gente tiene sangrado de nariz, como el guardia de seguridad y su vecina de la habitación 1411, y de que la gente oye voces, como una persona anónima en un juego chat que afirma que la "voz" le incita a asesinar a sus propios padres. Una noche, es testigo a través de su videoportero de la transformación de la chica de la habitación 1411 en un monstruo devorador de humanos, conocido posteriormente como el Monstruo Glotón.
Dos días después, Hyun-soo se da cuenta de que el mundo que le rodea se ha sumido en el caos, ya que la gente se convierte en monstruos en lo que Internet llama una "monsterización" apocalipsis (goemulhwa). En el piso de abajo, los residentes, liderados por Lee Eun-hyuk, se defienden del primer monstruo del exterior que ataca el apartamento, un monstruo de succión de sangre con una larga lengua probóscide, pero no antes de cobrarse su primera víctima. A pesar de escuchar voces dentro de su cabeza una vez más, Hyun-soo lucha contra un monstruo de ojos después de que provocara la caída de un hombre que descendía en rappel por el edificio desde la habitación 1210. Han Du-shik, de la habitación 1408, consigue dominar al monstruo con su pistola improvisada, y empuja a Hyun-soo a rescatar a los hijos del hombre de la habitación 1210, Kim Soo-young y Kim Young-soo de 6 años. Du-shik le dice a Hyun-soo que vaya a su habitación y que utilice su teléfono como rastreador de monstruos: si hace una llamada telefónica y escucha un pitido, es señal de que hay un monstruo cerca.

Hyun-soo y su lanza electrificada en una escena del capítulo 17

Tras escapar de un monstruo ciego de media cabeza, Hyun-soo se dirige a la habitación 1408 junto con su arma, una lanza improvisada con un cuchillo como punta de lanza. Du-shik modifica la lanza para que una carga eléctrica pase a través del cuchillo y Hyun-soo pueda tanto apuñalar como dar un golpe a un monstruo. Hyun-soo se encuentra con el monstruo de media cabeza, un enorme monstruo musculoso y un monstruo líquido antes de conseguir llegar a la habitación 1210 y extraer a Soo-young y a Young-soo. Mientras se dirige a la habitación 1408, Hyun-soo consigue resistir un intento de su monstruo interior de monstruarlo, pero su viaje es interrumpido por el monstruo musculoso. La batalla contra el monstruo separa a Hyun-soo de los chicos y termina cuando Yoon Ji-soo de la habitación 1510 (armado con un bate de béisbol) y Jung Jae-heon de la habitación 1506 (blandiendo una espada larga) intervienen y lo rescatan.
Ji-soo se muestra recelosa cuando se entera de que Hyun-soo ya está sufriendo el proceso de monstruización, pero disipa su desconfianza ante los ánimos de Jae-heon. Soo-young y Young-soo quedan atrapados en medio de una pelea entre el monstruo musculoso y el monstruo de media cabeza. Cuando el monstruo musculoso gana el combate cuerpo a cuerpo, se vuelve contra los niños. Justo a tiempo, la mujer medio monstruosa Im Myung-sook defiende a los niños contra el monstruo. Hyun-soo, Ji-soo y Jae-heon acuden en su ayuda y consiguen alejar al monstruo.
Tras permanecer un día en la habitación 1408, Hyun-soo, Ji-soo y Jae-heon deciden unirse a los supervivientes en la planta baja; el trío confía a Myung-sook, Soo-young y Young-soo a Du-shik. En una batalla contra un monstruo con tentáculos, Hyun-soo es golpeado por un tentáculo y queda inconsciente. Mientras está inconsciente, su monstruo interior le da a conocer un mundo paralelo en el que el deseo de Hyun-soo, ver su película más querida María del cielo -se encuentra plenamente. Sintiendo que sólo está dentro de una alucinación, Hyun-soo rechaza las tentaciones de su monstruo interior y finalmente despierta. A su lado están Eun-hyuk y su hermana pequeña Lee Eun-yoo: ha sobrevivido a la batalla contra el monstruo de los tentáculos y ha llegado a la planta baja.

### Capítulo 39-85
Se convoca una reunión para discutir si deben o no expulsar a Hyun-soo por estar en proceso de monstruización. Eun-hyuk sugiere resolver la cuestión mediante una votación, diciendo al grupo que expulsar indiscriminadamente a Hyun-soo equivaldría a asesinarlo. La votación da como resultado un empate; cuando un imperioso anciano, Kim Seok-hyun, expresa su objeción, su nariz sangra, señal del proceso de monstruización.
Más tarde, Eun-hyuk pide a Hyun-soo y a un hombre con aspecto de gánster, Pyeon Sang-wook[, que saquen a los supervivientes de la habitación 1408 para que puedan aprovechar las habilidades técnicas de Du-shik, especialmente para convertir un coche en un vehículo blindado que los supervivientes puedan utilizar para recoger suministros del exterior del apartamento. Hyun-soo se enfada con Eun-hyuk que le dice en secreto que deje a los niños cuando la situación empeore. Mientras Hyun-soo y Sang-wook salen de la planta baja para la misión, Eun-hyuk le dice a la indignada Ji-soo que la medio-monstruación de Hyun-soo puede ser el arma de los supervivientes contra los monstruos. En la habitación 1408, Myung-sook finalmente sucumbe a su monstruo interior, pero su fuerte deseo de reunirse con su bebé perdido convierte a Myung-sook en un inofensivo monstruo feto gigante dentro del baño.
Hyun-soo y Sang-wook se encuentran con un monstruo de brazos largos que agarra a Hyun-soo, rompiéndole la muñeca. Para sorpresa de Sang-wook, Hyun-soo electrocuta al monstruo a pesar de recibir él mismo la descarga y su muñeca se cura en pocos minutos. El dúo se topa con el monstruo de los tentáculos y, sin darse cuenta, hace que evolucione hasta convertirse en un monstruo araña más fuerte Un anciano Ahn Gil-seop (armado con coctel molotov) y su cuidador Park Yoo-ri (armado con una ballesta) acuden a su rescate y rechazan al monstruo. Un veloz monstruo de pista[v] interrumpe su viaje a la habitación 1408 y deja fuera de combate a Yoo-ri y Sang-wook; Hyun-soo se enfrenta solo al monstruo mientras Gil-seop se dirige a la habitación 1408. Hyun-soo tiende una trampa y consigue quemar vivo al monstruo mientras su medio-monstruación hace que sus heridas se curen solas en pocos minutos.
Hyun-soo y Sang-wook regresan a la planta baja con Du-shik mientras Gil-seop, Yoo-ri y los niños permanecen en la habitación 1408. Du-shik arregla uno de los ascensores del apartamento que se utilizará en lugar de las escaleras para recorrer los diferentes niveles del edificio. Pero restaurar el ascensor hace que, sin querer, el monstruoso guardia de seguridad, que se hace más fuerte tras cada asesinato, llegue a la planta baja y mate a algunos supervivientes, entre ellos Jae-heon. El shock de ver el cadáver de Jae-heon hace que el monstruo interior de Hyun-soo se manifieste temporalmente. Al recuperar el control, Hyun-soo apuñala la lengua del monstruo chupasangre, que traspasó las barreras, al monstruo del guardia de seguridad que pierde todos sus fluidos y muere. Gil-seop, Yoo-ri, Soo-young y Young-soo utilizan el ascensor y se reúnen con Hyun-soo y los supervivientes en la planta baja.
Un equipo formado por Hyun-soo, Sang-wook, Ji-soo, Gil-seop y Yoo-ri recupera con éxito el aparcamiento subterráneo de los monstruos. Mientras Du-shik termina de crear el coche blindado, otro equipo formado por Hyun-soo, Sang-wook, Gil-seop y otro superviviente, Byung-il, recibe el encargo de recoger comida de una tienda cercana y suministros médicos, especialmente inhaladores para la asmática Yoo-ri, de un hospital cercano. La misión del grupo fracasa cuando el monstruo musculoso, que ha evolucionado a una forma más fuerte, ataca el coche blindado y mata a Gil-seop; Byung-il escapa del lugar. Eun-hyuk y los demás supervivientes se preparan para salir del apartamento para ayudar a Hyun-soo y Sang-wook cuando un autobús de la prisión llega de repente y choca con el monstruo muscular, matándolo. Byung-il sale del autobús acompañado de un grupo de forasteros, los cuatro primeros reconocidos por Sang-wook como criminales: el líder del grupo Shin Joong-seop, el estafador Im Hyun-shik, el violador Seo Kap-soo, el gánster Baek Ho-yeon y el joven Jo Yi-hyun.

## Antecedentes e historia de la publicación

### Webtoon
Dulce Hogar es el segundo trabajo de colaboración entre el escritor de webtoons Kim Carnby y el artista de webtoons Hwang Young-chan. La primera obra de Kim y Hwang es Bastardo (2014-16), una historia de suspense sobre un hijo que vive con su padre un asesino de serial.
Publicada por primera vez en Webtoon, Sweet Home se publica semanalmente los jueves. Su prólogo se subió el 12 de octubre de 2017, seguido del primer capítulo el 19 de octubre; el webtoon terminó con la subida de su epílogo y el capítulo 140 el 2 de julio de 2020. La versión oficial en español de la webtoon (prólogo hasta el capítulo 139)  en WEBTOON a partir del 21 de noviembre de 2019, mientras que el capítulo 140 (epílogo) se subió el 24 de marzo de 2021. Es también disponible en chino, japonés, francés, indonesio, español y tailandés.
Tras el éxito de Sweet Home, Kim colaboró con el ilustrador de webtoons Hongpil para su precuela, titulada Chico Escopeta  que se publicó en  Webtoon a partir del 22 de febrero de 2021 con la supervisión editorial de Hwang. El webtoon cuenta la historia del "chico escopeta" Han Kyu-hwan y los acontecimientos previos a Sweet Home.

## Recepción
En enero de 2021, la versión oficial en inglés de Dulce Hogar acumulaba 2,4 millones de suscriptores y 15,2 millones de likes. La versión de impresión del webtoon era también reconocido por la Agencia de Contenidos Manhwa Coreana Inglés: Korea Manhwa Contents Agency (KOMACON) como uno de los "50  Mejor Libros Cómics de 2020."

## Adaptaciones
Dulce Hogar ha sido adaptada a una serie del mismo nombre en Netflix que protagoniza Song Kang, Lee Jin-wook y Lee Si-joven que interpretan a Hyun-soo, Sang-wook y un nuevo personaje, Seo Yi-kyeong, respectivamente. Netflix anunció oficialmente el reparto de la serie el 18 de diciembre de 2019. Dirigida por el director Lee Eung-bok, la serie se estrenó el 18 de diciembre de 2020 con críticas mixtas.